# Fort Belvoir
Fort Belvoir is een plaats (census-designated place) in de Amerikaanse staat Virginia, en valt bestuurlijk gezien onder Fairfax County.

## Demografie
Bij de volkstelling in 2000 werd het aantal inwoners vastgesteld op 7176.

## Geografie
Volgens het United States Census Bureau beslaat de plaats een oppervlakte van
22,8 km², geheel bestaande uit land. Fort Belvoir ligt op ongeveer 39 m boven zeeniveau.

## Plaatsen in de nabije omgeving
De onderstaande figuur toont nabijgelegen plaatsen in een straal van 8 km rond Fort Belvoir.

## Geboren
- John Phillips (1951), astronaut
- Lauri Hendler (1965), actrice
- William Oefelein (1965), astronaut
- Christopher Evan Welch (1965-2013), acteur
- John Driscoll (1981), acteur